# Девол
Девол (грч. Δεάβολις, лат. Deabolis, Diabolis) је некадашња тврђава и епископско седиште у јужној Македонији (јужно од Охрида, недалеко од Костура) на путном правцу Via Egnatia, чија тачна локација данас није утврђена, а јавља се у средњовековним изворима.
Теофилакт Охридски, који је живео у XII веку, помиње Девол као седиште Климента Охридског и образовно средиште, али у другим изворима нема потврде ове вести.
Први пут се помиње у изворима 1018. године, када је Василије II (976—1025) уништио Самуилово царство и заузео Девол. Идуће године, се град помиње, у Василијевој повељи којом се потврђује самосталност словенске Охридске архиепископије, као утврђење подређено Костурском епископу, а касније се помиње као друга по рангу епископија на тлу ондашње Бугарске. Током словенске побуне која је избила у Поморављу 1072. године, устаници предвођени војводом Петрилом су у свом походу ка југу заузели Девол, пре напада на Костур, код кога су поражени, што је довело до слома устанка.
Град је био значајно место током Норманске инвазије на Балкан, коју је одбио Алексије I Комнин (1081—1118). Он је 1108. године приморао Боемунда (1088—1111) да у Деволу потпише мировни споразум којим признаје византијског цара, као свог суверена.
Положај, стратешки значајног утврђења, Девол је задржао и током XIII и XIV века.

## Напомена
1. ↑  Град се вероватно налазио негде у близини реке Девол, у истоименој области, на југоистоку данашње Албаније.